# 忠贞

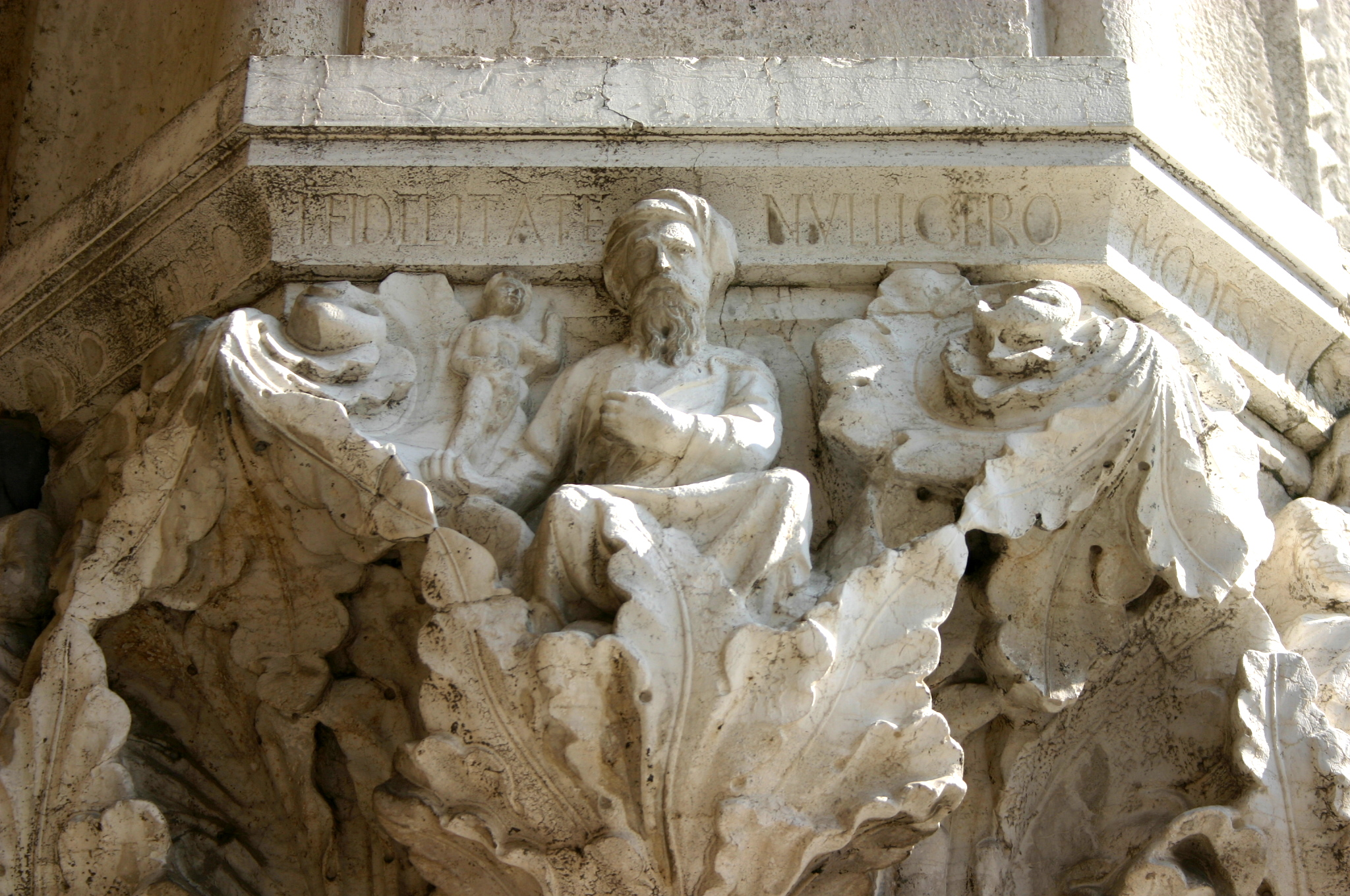
Palazzo Ducale in Venice: capital # 28 in the porch, featuring Virtues and vices — In fidelitate nulli gero (Fidelity)

忠贞主要是指忠信或忠实的品质，其反义则是“不贞”（infidelity）。该词的原意比起与之相关的“效忠”（fealty）这一概念则更加广泛地被用于指代义务。而两者的英文形式都源于拉丁语，意为“忠信或忠实”。在伦敦市的金融市场当中，该词传统上与座右铭“我言出必行”（my word is my bond）的含义相绑定。

## 道德哲学
在道德哲学中，忠贞指的是一个人信守承诺。而“强忠贞”（strong fidelity）则是指一个人即使对他人没有好处，也会信守承诺。